# لوس‌بروک
لوس‌بروک (به هلندی: Loosbroek) یک منطقهٔ مسکونی در هلند است که در برن‌هیزه واقع شده‌است. لوس‌بروک ۱٬۲۶۶ نفر جمعیت دارد.